# 蝴蝶君 (电影)
《蝴蝶君》（英語：M. Butterfly）是一部1993年的爱情剧情片，由大卫·柯能堡执导。剧本由黄哲伦改写自其同名戏剧作品。主演为杰里米·艾恩斯与尊龙。

## 情节
本片改编自一个真实的事件（见时佩璞）。主人公高仁尼（René Gallimard）是20世纪60年代的法國駐華大使館外交官。他迷上了一个中国的京剧演员——宋丽伶（真实身份为中国间谍，从高氏处窃取机密）。
他们的恋情持续了20年，高仁尼显然没有意识到（或故意忽视）宋丽伶是男人。最终，高仁尼背叛了他的祖国并以叛国罪受审，这迫使他面对事实。面对自己的爱人是男性的真相，他将自己化妆成蝴蝶夫人，在众人面前自刎而死

## 演员
- 杰里米·艾恩斯 饰 高仁尼（René Gallimard）
- 尊龙 饰 宋麗玲（Song Liling）
- Ian Richardson 饰 法國大使（Ambassador Toulon）
- Barbara Sukowa 饰 高夫人（Jeanne Gallimard）
- Annabel Leventon 饰 Frau Baden
- Shizuko Hoshi 饰 Comrade Chin
- Vernon Dobtcheff 饰 Agent Entacelin

## 主题
电影（包括戏剧）的一个主题是对东方的刻板印象，但大卫·柯能堡淡化了较多的政治色彩，从而更加强烈地集中表现René Gallimard和Song之间的关系。电影的一个关键是“只有男人才知道女人该怎么做”。